# Cody Parkey
Cody Parkey (* 19. Februar 1992 in Jupiter, Florida) ist ein US-amerikanischer American-Football-Spieler auf der Position des Kickers, der zurzeit Free Agent ist. Er spielte College Football für die Auburn Tigers, mit denen er 2010 Meister wurde. In der National Football League spielte er zwischen 2014 und 2021 für insgesamt sechs verschiedene Teams.

## Frühe Jahre
Cody Parkey wuchs in Jupiter im US-Bundesstaat Florida auf. In der High School war er bereits als Kicker tätig und wurde in seinem letzten Jahr von Analysten bei ESPN sowie rivals.com landesweit als talentiertester Kicker seines Jahrgangs ausgezeichnet, bei 247sports.com belegte er Platz 2.

## College-Karriere
Im letzten Highschool-Jahr erhielt Parkey ein Angebot für die Auburn University zu spielen, dieses Angebot nahm er am 3. Februar 2010 an. In seinem Freshman-Jahr 2010 wurde Parkey in sieben Spielen als Kickoff Specialist eingesetzt, in der Partie gegen die Chattanooga Mocs durfte er außerdem die Points after Touchdown (PATs) schießen und verwandelte beide Versuche. Die Tigers gewannen in der Regular Season alle zwölf Spiele und konnten sich im Finale der Southeastern Conference mit 56:17 gegen die South Carolina Gamecocks durchsetzen. Mit dieser Leistung qualifizierte sich die Mannschaft für das National Championship Game im University of Phoenix Stadium. Dort wurden die Oregon Ducks mit 22:19 besiegt, womit sich Auburn zum Meister im College Football krönte. Parkey selbst kam in den Playoffs nicht zum Einsatz.
Nachdem der bisherige Kicker Wes Byrum von der Universität abging, wurde Cody Parkey 2011 als Sophomore zum etatmäßigen Kicker ernannt. Dabei konnte er 13 von 18 Field Goals sowie 41 von 42 PATs verwandeln. Die Tigers beendeten die reguläre Saison mit acht Siegen und vier Niederlagen, wodurch die Chance auf die Titelverteidigung verpasst wurde. Im Chick-fil-A Bowl gewann das Team gegen Virginia Cavaliers mit 43:24.
In seinem Junior-Jahr war er bei 11 von 14 Field-Goal-Versuchen erfolgreich, außerdem verwandelte er alle 27 PATs, zu denen er antrat. Die Tigers selbst bauten in ihrer Leistung jedoch stark ab; drei Siege standen neun Niederlagen gegenüber.
Die Saison 2013 verlief für Auburn wesentlich besser, in der regulären Saison wurden zwölf Siege bei nur einer Niederlage eingefahren. Auch das Finale der Southeastern Conference war mit einem 34:28 gegen die Alabama Crimson Tide erfolgreich. Somit stand man erneut im National Championship Game, wo man sich jedoch den Florida State Seminoles mit 31:34 geschlagen geben musste. Parkey selbst verwandelte als Senior 15 von 21 Field Goals sowie 66 von 67 PATs und wurde für den Senior Bowl, ein All-Star-Game für College-Abgänger, nominiert.
Während seiner College-Zeit verwandelte Parkey 39 von 53 möglichen Field Goals, was einem Wert von 73,6 % entspricht. Zusätzlich traf er bei 136 von 138 PATs und konnte somit 98,6 % seiner Versuche unterbringen.

## NFL
Nach seinem College-Abschluss nahm Parkey am NFL Draft 2014 teil, wurde jedoch von keinem Team ausgewählt. Am 10. Mai 2014, direkt im Anschluss an den Draft, wurde Parkey als Undrafted Free Agent von den Indianapolis Colts verpflichtet. Noch vor Beginn der eigentlichen Saison wurde er am 24. August 2014 von den Colts im Tausch für den Runningback David Fluellen an die Philadelphia Eagles abgegeben.

### Philadelphia Eagles (2014–2015)

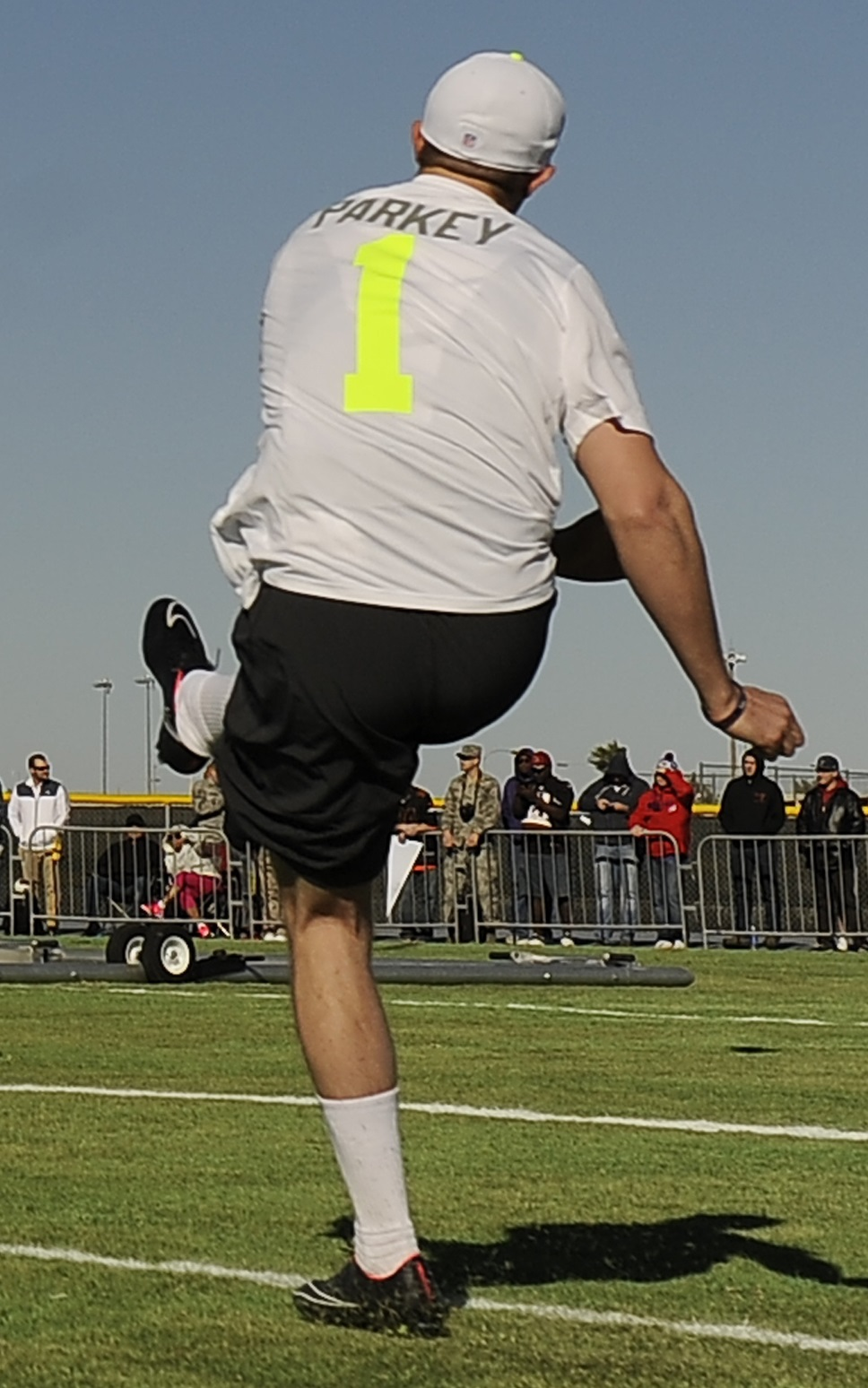
Cody Parkey während des Trainings zum Pro Bowl.

In der Saisonvorbereitung konnte sich Cody Parkey gegen den bisherigen Kicker Alex Henery durchsetzen und startete somit in seine erste Saison bei den Eagles. Diese verlief für ihn hervorragend, mit 150 erzielten Punkten hält er bis heute den NFL-Rekord für die meisten erzielten Punkte eines Rookies innerhalb einer Saison. Insgesamt verwandelte er alle der 54 versuchten Extrapunkte, bei den Field Goals war er in 32 von 36 Fällen erfolgreich. Trotz einer positiven Bilanz von zehn Siegen bei sechs Niederlagen konnten die Eagles nicht in die Playoffs einziehen, Parkey selbst wurde für seine Leistungen aber als Nachrücker für Stephen Gostkowski in den Pro Bowl berufen.
Seine zweite Saison bei den Eagles verlief für ihn wesentlich unerfreulicher. Bereits am dritten Spieltag in der Partie gegen die New York Jets zog sich Parkey eine Verletzung in der Leistengegend zu, mit welcher er für den Rest der Saison ausfiel. In Vorbereitung zur Saison 2016 wurde er von den Eagles nicht für den finalen Kader berücksichtigt und am 3. September 2016 auf die Waiver-Liste gesetzt. Sein Nachfolger wurde Caleb Sturgis.

### Cleveland Browns (2016)
Nachdem sich der bisherige Kicker Patrick Murray am 2. Spieltag der Saison am Knie verletzte, wurde Parkey am 24. September 2016 von den Cleveland Browns unter Vertrag genommen. Dort spielte er die restlichen 14 Spiele und war bei 20 von 25 Field Goals sowie bei 20 von 21 Extrapunkten erfolgreich. Mit einer Bilanz von einem Sieg und 15 Niederlagen waren die Browns das schlechteste Teams der abgelaufenen Saison. In Vorbereitung auf die Spielzeit 2017 verlor er seinen Kaderplatz an Zane Gonzalez und wurde am 2. September 2017 von den Browns entlassen.

### Miami Dolphins (2017)
Einen Tag nach seiner Entlassung bei den Browns sicherten sich die Miami Dolphins über die Waiver-Liste die Dienste von Cody Parkey. Dort konnte er den bisherigen Kicker Andrew Franks verdrängen und alle 16 Saisonspiele absolvieren. Dabei traf er 21 von 23 Field Goals sowie 26 von 29 PATs. Auch die Dolphins verpassten bei sechs Siegen und zehn Niederlagen die Playoffs.

### Chicago Bears (2018)
Nachdem sein Vertrag bei den Dolphins ausgelaufen war, entschied sich Parkey gegen eine Verlängerung, stattdessen unterschrieb er am 14. März 2018 bei den Chicago Bears einen Vierjahresvertrag, der ihm bis zu 15 Millionen US-Dollar einbringen sollte. Parkey kam in allen 16 Spielen der Saison zum Einsatz, seine Statistiken waren im Vergleich zu den Vorjahren jedoch wesentlich schwächer. Zwar konnte er 42 von 45 Extrapunkten verwandeln, bei den Field Goals war er jedoch nur in 23 von 30 Fällen erfolgreich. Fünf der sieben Fehlschüsse setze er dabei an die senkrechten Torpfosten, alleine im Heimspiel gegen die Detroit Lions traf er diese vier Mal. Die Bears selbst konnten mit zwölf Siegen und vier Niederlagen die NFC North für sich entscheiden und zogen somit in die Playoffs ein.
Das erste Playoff-Spiel seiner Karriere verlief für Parkey denkwürdig. In der Wildcard-Round hatten die Bears die Philadelphia Eagles zu Gast und galten als Favorit auf den Sieg. Dieser Rolle konnten die Bears jedoch nicht gerecht werden und lagen 10 Sekunden vor Ablauf der Spielzeit mit 15:16 zurück. Die Bears schickten daraufhin das Kicking-Team für einen Fieldgoal-Versuch aus 43 Yards aufs Feld, ein erfolgreicher Versuch hätte Chicago wenige Sekunden vor dem Schlusspfiff in Führung gebracht und höchstwahrscheinlich vor dem Aus bewahrt. Parkey, der zuvor alle drei Field Goals verwandeln konnte, schoss den Ball jedoch an die linke Torstange, von dort prallte er gegen die Querstange und anschließend ins Feld zurück, ohne die Stange vollständig zu überqueren. Der Spielzug wurde als “double doink” (benannt nach dem Geräusch, welches der Ball macht, wenn er gegen den Pfosten schlägt) bekannt, der Begriff stammt vom Live-Kommentator Cris Collinsworth. Einen Tag nach dem Spiel wertete die NFL den Schuss als geblocktes Field Goal, da nach Studium der Fernsehbilder ersichtlich wurde, dass Eagles-Verteidiger Treyvon Hester den Ball mit seiner Hand berührte.
Ein Interview mit Today, in welchem er seine Sichtweise auf das Playoff-Spiel und die darauffolgenden Anfeindungen schilderte, brachte ihm weitere Kritik innerhalb seiner Organisation ein, da es nicht mit den Bears abgesprochen war. Trotz eines Vertrages mit drei Jahren Restlaufzeit wurde Parkey am 13. März 2019 von den Bears entlassen.

### Tennessee Titans (2019)
Nachdem er für die Saison 2019 zunächst kein neues Team gefunden hatte, wurde Parkey am 8. Oktober 2019 von den Tennessee Titans in den Kader geholt. Grund für die Verpflichtung war zum einen die Verletzung des etatmäßigen Kickers Ryan Succop, zum anderen die Tatsache, dass der ursprüngliche Ersatz Cairo Santos nicht die gewünschten Leistungen erbringen konnte. Parkey kam in drei Spielen zum Einsatz, dabei verwandelte er alle drei Fieldgoal-Versuche sowie fünf von sechs PATs. Nach der Rückkehr Succops wurde Parkey am 2. November 2019 von den Titans entlassen.

### Cleveland Browns (2020)
Parkey kehrte am 6. September 2020 zu den Cleveland Browns zurück und wurde zunächst in den Practice Squad aufgenommen. Nach der ersten Woche entließen die Browns ihren bisherigen Kicker Austin Seibert und beförderten Parkey in den 53-Mann-Kader. Dieser kam in allen weiteren Spielen der Saison zum Einsatz und war bei 19 von 22 Field Goals sowie bei 43 von 47 Extrapunkten erfolgreich. Zwar belegten die Browns nur Platz drei in der AFC North, konnten sich aufgrund ihrer Bilanz von elf Siegen und fünf Niederlagen dennoch für die Playoffs qualifizieren. Nach einem 48:37-Erfolg über die Pittsburgh Steelers in der Wild Card Round spielte man in der folgenden Divisional Round gegen die Kansas City Chiefs, in welcher sich die Browns mit 17:22 geschlagen geben mussten. In den zwei Playoff-Spielen verwandelte Parkey alle Kicking-Versuche, insgesamt war er bei acht Field Goals sowie drei PATs erfolgreich.
Im Anschluss an die Saison 2020 wurde sein auslaufender Vertrag bei den Browns um ein weiteres Jahr verlängert. Nachdem er sich in der Vorbereitung zur Saison 2021 am Quadrizeps verletzt hatte, wurde er von den Browns am 23. August 2021 zunächst auf die Injured Reserve List gesetzt und einen Tag später entlassen, nachdem eine Einigung über eine Entschädigungszahlung erzielt wurde.

### New Orleans Saints (2021)
Parkey wurde am 6. Oktober 2021 von den New Orleans Saints unter Vertrag genommen und ersetzte dort Aldrick Rosas. Bereits beim Warmmachen vor seinem ersten Spiel gegen das Washington Football Team, bei welchem er lediglich drei von fünf Extrapunkten verwandeln konnte, verletzte er sich in der Leistengegend und wurde daraufhin von den Saints nach nur einer Woche entlassen, nachdem er zuvor auf der Injured Reserve List stand.